# Suore della Presentazione della Beata Vergine Maria (Mosman Park)
Le Suore della Presentazione della Beata Vergine Maria (in inglese Sisters of the Presentation of the Blessed Virgin Mary of Mosman Park; sigla P.B.V.M.) sono un istituto religioso femminile di diritto pontificio.

## Storia
Le origini della congregazione si ricollegano a quelle delle suore della Presentazione fondate nel 1775 in Irlanda da Nano Nagle.
Il primo convento fu fondato da una comunità di 5 religiose professe proveniente dalla congregazione di Wagga Wagga, guidata da Angela Treacy e invitata ad aprire una casa in diocesi di Perth dal vescovo Matthew Gibney.
Le religiose stabilirono la loro casa tra i cercatori d'oro di Southern Cross e, nel 1902, si trasferirono a Collie; numerose filiali furono aperte nelle diocesi di Perth, Bunbury e New Norcia; nel 1907 la sede centrale dell'istituto fu fissata a Mosman Park.
Nel 1947 le comunità dell'Australia Occidentale adottarono le costituzioni approvate dalla Santa Sede per tutte le Suore della Presentazione presenti in Australia e nel 1949 si unirono in una congregazione religiosa centralizzata; l'istituto di Perth non aderì immediatamente alla Federazione australiana delle suore della Presentazione, ma lo fece il 15 maggio 1965.
La congregazione di Perth si fuse con quella di Geraldton il 21 novembre 1969.

## Attività e diffusione
Le suore si dedicano all'educazione della gioventù e alle opere di carità.
La sede generalizia è a Cottesloe, Australia Occidentale.
Alla fine del 2015 l'istituto contava 55 religiose e 18 case.